# 中道瞳
中道 瞳（なかみち ひとみ、1985年9月18日 - ）は、日本の元女子バレーボール選手、指導者。元日本代表、ロンドンオリンピック銅メダリスト。

## 来歴
京都府城陽市出身。母がソフトボール選手というスポーツ一家で三姉妹の末妹として生まれる。友達に誘われて小学校2年生よりバレーボールを始め、小学5年次からセッターに転向。6年次にはライオンカップ（全日本バレーボール小学生大会）で3位入賞に貢献。
練習に訪れた京都橘高校でバレーボールの質の高さに驚き、同校の三輪欣之監督に入部の意志を伝えると「中学時代によい戦績を残すように」とアドバイスを受ける。中学は地元の中学校に入学するが活躍の場が得られず、伝手を頼って甲良町立甲良中学校にバレーボール留学する。中学3年次には、アクエリアスカップ（現全国都道府県対抗中学バレーボール大会）出場、近畿大会上位進出などの戦績を果たす。
念願がかない京都橘高校に進学すると、2003年春高バレー（ベスト4）、NEW!!わかふじ国体では優勝を飾った。中道は高校時代を振り返り、「セッターとしてのゲームメイク、トスまわしなどを三輪監督に教わり非常に感謝している」と述懐している。
2004年、東レアローズに入団。同期に濱口華菜里、大山未希がいる。2007年、正セッターを獲得し、2008年天皇杯・皇后杯全日本選手権優勝、2007-08プレミアリーグ初優勝（ベスト6賞獲得）の2冠に貢献した。2008-09Ｖプレミアリーグで同チームの司令塔として牽引し、昨シーズンに続き2連覇を達成した。同シーズンと第58回黒鷲旗全日本男女選抜大会でベスト6を受賞した。2009-10Ｖプレミアリーグで女子史上初となる3連覇へ導き、2010日韓トップマッチ、第59回全日本男女選抜大会で3冠に輝いた。
2010年、全日本女子メンバーに追加登録され、同年10-11月開催の世界選手権に出場し、銅メダル獲得に貢献した。
2011年、若手主体で挑んだモントルーバレーマスターズにて日本を初優勝へ導くと、自身もMVPを受賞した。同年11月のワールドカップに出場し、主にセット後半の2枚替えで起用される。また、平成23年度全日本バレーボール選手権、2011/12Vプレミアリーグで優勝した。
2012年6月、ロンドンオリンピックの代表メンバーに選出された。同年8月のロンドンオリンピック準々決勝対中国戦はフルセットの大熱戦となり、リリーフサーバーで登場した中道がサービスエースを決め、24年ぶりのベスト4進出に貢献した。
2013年度より、東レの主将を務める。ロンドン五輪後から両足のアキレス腱痛を抱えていたが、リハビリを経て世界選手権アジア最終予選後の9月下旬に、全日本チームに合流した。
2015年5月29日、現役引退が発表された。2017年1月19日、故障者によるセッター不足というチーム事情により現役登録がなされた。
2017年5月、アローズを退団し社業専念が発表された。
2020-21シーズンよりアローズのコーチに復帰した。
2023年、2022-23シーズン終了をもって東レアローズを退団した。
2024年、東レアローズ滋賀のコーチに復帰。

## 球歴
- 日本代表 - 2010-2014年
- 日本代表としての主な国際大会出場歴
  - オリンピック - 2012年（銅メダル）
  - 世界選手権 - 2010年（銅メダル）
  - ワールドカップ - 2011年

## 所属チーム

### 選手
- 市立深谷小（城陽ジュニアクラブ）
- 市立城陽中
- 甲良町立甲良中学校
- 京都橘高等学校
- 東レアローズ（2004-2015年、2016-2017年）

### 指導者
- 東レアローズ滋賀 コーチ（2020-2023年、2024年-）

## 受賞歴
- 2008年 - 2007/08 プレミアリーグ ベスト6
- 2009年 - 2008/09 プレミアリーグ ベスト6
- 2009年 - 第58回黒鷲旗全日本選抜バレーボール大会 ベスト6
- 2009年 - 第51回近畿総合選手権 MVP
- 2011年 - モントルーバレーマスターズ2011 MVP
- 2012年 - 2011/12 プレミアリーグ ベスト6
- 2013年 - 第62回黒鷲旗全日本バレーボール選手権大会 ベスト6
- 2013年 - ワールドグランドチャンピオンズカップ ベストセッター賞

## 個人成績
Vプレミアリーグレギュラーラウンドにおける個人成績は下記の通り。
| シーズン | 所属 | 出場 | 出場   | アタック | アタック | アタック | アタック | ブロック | ブロック | サーブ | サーブ | サーブ | サーブ | レセプション | レセプション | 総得点 | 備考 |
| -------- | ---- | ---- | ------ | -------- | -------- | -------- | -------- | -------- | -------- | ------ | ------ | ------ | ------ | ------------ | ------------ | ------ | ---- |
| シーズン | 所属 | 試合 | セット | 打数     | 得点     | 決定率   | 効果率   | 決定     | /set     | 打数   | エース | 得点率 | 効果率 | 受数         | 成功率       | 総得点 | 備考 |
| 2003/04  | 東レ | 18   | 32     | 0        | 0        | 0.0%     | %        | 0        | 0.00     | 39     | 1      | 2.56%  | 6.5%   | 0            | 0.0%         | 1      |      |
| 2004/05  | 東レ | 27   | 72     | 7        | 3        | 42.9%    | %        | 0        | 0.00     | 88     | 0      | 0.00%  | 4.5%   | 0            | 0.0%         | 3      |      |
| 2005/06  | 東レ | 27   | 55     | 1        | 1        | 100.0%   | %        | 0        | 0.00     | 12     | 1      | 8.33%  | 12.9%  | 1            | 0.0%         | 2      |      |
| 2006/07  | 東レ | 27   | 95     | 21       | 5        | 23.8%    | %        | 4        | 0.04     | 209    | 4      | 1.91%  | 9.4%   | 3            | 0.0%         | 13     |      |
| 2007/08  | 東レ | 27   | 97     | 35       | 17       | 48.6%    | %        | 2        | 0.02     | 490    | 16     | 3.33%  | 10.6%  | 5            | 60.0%        | 35     |      |
| 2008/09  | 東レ | 27   | 106    | 33       | 18       | 54.5%    | %        | 5        | 0.05     | 447    | 18     | 4.03%  | 11.2%  | 5            | 20.0%        | 41     |      |
| 2009/10  | 東レ | 26   | 89     | 26       | 14       | 53.8%    | %        | 7        | 0.08     | 328    | 15     | 4.57%  | 11.7%  | 1            | 0.0%         | 36     |      |
| 2010/11  | 東レ | 26   | 92     | 20       | 9        | 45.0%    | %        | 4        | 0.04     | 314    | 6      | 1.91%  | 7.6%   | 2            | 0.0%         | 19     |      |
| 2011/12  | 東レ | 21   | 81     | 21       | 16       | 76.2%    | %        | 4        | 0.05     | 332    | 12     | 3.61%  | 11.9%  | 1            | 0.00%        | 32     |      |
| 2012/13  | 東レ | 26   | 101    | 18       | 9        | 50.0%    | %        | 5        | 0.05     | 321    | 6      | 1.87%  | 9.4%   | 0            | 0.0%         | 20     |      |
| 2013/14  | 東レ | 28   | 108    | 22       | 8        | 36.4%    | %        | 2        | 0.02     | 304    | 8      | 2.63%  | 10.9%  | 3            | 0.0%         | 18     |      |
| 2014/15  | 東レ | 19   | 63     | 13       | 5        | 38.5%    | %        | 1        | 0.02     | 171    | 1      | 0.58%  | 5.6%   | 2            | 0.0%         | 7      |      |
| 2016/17  | 東レ | 4    | 0      | 0        | 0        | 0.0%     | %        | 0        | 0.00     | 0      | 0      | %      | 0.0%   | 0            | 0.0%         | 0      |      |